# Choctaw
Choctaw (Chahtas) so eno izmed najslavnejših plemen ameriških Indijancev iz družine Muskogean na območju severnoameriškega Jugovzhoda, na ozemlju Mississippija in sosednje Alabame. Po starih izročilih so nekoč tvorili en narod z Indijanci Chickasaw, od katerih so se ločili v kraju, znanem kot Nanih Waiya. Danes živijo v Oklahomi in v rezervatih v Mississippiju, Alabami in Louisiani.

## Ime
Ime Choctaw ni natančno pojasnjeno. Vsekakor je to pleme izvajalo deformacijo lobanje, zato so jih Indijanci Chippewa poimenovali z imenom  'Nabuggindebaig' , kar pomeni 'Ploščata glava' ali Flat Heads. Ime  'Flat Heads'  je še eno ime zaradi običajev, ki so jih izvajali na majhnih otrocih, oziroma dojenčkih. Obstaja tudi mnenje, da je ta beseda prišla iz španske besede  'chato' , prav tako v pomenu sploščen. Francozi imajo zanje tudi isto ime, zato so jih poimenovali Têtes Plates. Po mitu sta bila Choctawi in Chickasawi v preteklosti en narod, ki sta ga vodila dva brata, imenovana Chahta in Chikasa, ki sta se razdelila na mestu, znanem kot Nanih Waiya v Mississippiju, kjer se še vedno nahaja velik gomila ali mound. Chahta je vodil skupino, ki je postala znana kot Choctaw, Chikasa pa narod Chickasaw (glej mit Origins of the Choctaw People Retold from Old Legends). Podobno ime vodje Choctawov najdemo tudi v imenu, ki so jim ga dali Biloxi, pleme, ki je živelo bolj na jugu, in je bilo  'Tca-qtá aⁿ-ya-dí' , ali  'Tca-qtá haⁿ-ya' , in v svojih različicah ga imajo tudi druga bližnja ali daljna sosednja plemena:  'Tá-qta' , pri Indijancih Quapaw;  'Ani'-Tsa'ta'  pri plemenu Cherokee;  'Tca-tá' , pleme Kansa;  'Tsah-tû'  Indijanci Muskogee ali Creek.
Druga imena so manj znana. Adair jih imenuje Pans falaya ali "Long Hairs;"  'Henne'sh' , Indijanci Arapaho in pri Indijancih Šajeni opisno ime Sanakíwa, kar pomeni "perje, ki štrli nad ušesi," glede na način nošenja okrasnega perja.

## Razdelitev
Choctawi so se delili na 3 lokalne skupine, to so Western (Zahodni) ali Oklafalaya 'dolgi ljudje', Northeastern Division (Severovzhodni) ali Ahepatokla (Oypatukla), 'ljudje, ki jedo krompir' in Jugovzhodni ali (Južni), Oklahannali, 'Šest mest'.

## Vasi
- Ahepatokla: Alamucha, Athlepele, Boktokolo chito, Chichatalys, Chuka hullo, Chuka lusa, Cutha Aimethaw, Cuthi Uckehaca, East Abeka, Escooba, Hankha Ula, Holihta asha, Ibetap okla chito, Ibetap okla iskitini, Imoklasha iskitini, Itokchako, Kunshaktikpi, Lukfata, Oka Altakala, Osapa issa, Pachanucha, Skanapa, Yagna Shoogawa, Yanatoe in Yazoo iskitini.

- Oklafalaya: Abissa, Atlantchitou, Ayoutakale, Bok chito, Bokfalaia, Bokfoka, Boktokolo, Cabea Hoola, Chunky, Chunky chito, East Kunshak chito, Filitamon, Halunlawi asha, Hashuk chuka, Hashuk homa, Imoklasha, Iyanabi, Itichipota, Kafitalaia, Kashtasha, Konshak osapa, Koweh chito, Kushak, Kunshak bolukta, Kunshak chito, Lushapa, Oka Chippo, Oka Coopoly, Oka hullo, Oka Kapassa, Okalusa, Okapoola, Okehanea tamaha, Oklabalbaha, Oklatanap, Oony, Osak talaia, Osapa chito, Otuk falaia, Pante, Shinuk Kaha, Shumotakali, Tiwaele, Tonicahaw, Utapacha, Watonlula, West Abeka, West Kunshak chito, Wiatakali ali Yazoo, ali West Yazoo.

- Oklahannali: Bishkun, Bissasha, Boktoloksi, Chickasawhay, Chinakbi, Chiskilikbacha, Coatraw, Inkillis tamaha, Nashobawenya, Okatalaia, Oktak chito tamaha, Oskelagna, Puskustakali, Siniasha, Tala, Talahoka in Yowani.

## Zgodovina
Sredi 18. stoletja so Choctawi živeli v približno 60 ali 70 vaseh ob rekah Pearl, Chickasawhay in Pascagoula in jih je bilo okoli 20.000. Njihove hiše so bile kolibe iz hlodov ali lubja, obložene z blatom in prekrite s slamo. Bili so napredni kmetje, po čemer so se odlikovali med jugovzhodnimi Indijanci in so pridelovali celo presežke, namenjene trgovini. Koruza, fižol in buče, znani med Indijanci kot 'tri sestre', so bile njihove glavne kulture. Poleg tega so se ukvarjali tudi z lovom in ribolovom. Jelen in medved sta bili glavni in najpomembnejši ulov Choctawov. 
Z prihodom belih naseljencev so se Choctawi borili na strani Francozov proti Angležem in drugim indijanskim plemenom. Po francoskem porazu v francoskih in indijanskih vojnah (1754-1763) so Choctawi prepustili svojo zemljo ZDA in prečkali reko Mississippi. V 19. stoletju je v Evropi naraslo veliko povpraševanje po bombažu in pritisk za pridobitev choctawske zemlje se je povečal, zato so leta 1820 prepustili 5.000.000 akrov (en aker je enak 0,40468 ha] v zahodnem delu osrednjega Mississippija. Skupaj z Cree, Cherokeeji, Chickasawi in delom Seminolov so bili v 1830-ih izgnani na območje današnje Oklahome. Tukaj bo naslednje tri četrtine stoletja vsako pleme imelo lastno kvazi-avtonomno upravo, nastalo po modelu Združenih držav. Njihove pravice so bile delno okrnjene leta 1906, vendar še vedno obstajajo v omejeni obliki. Ko se je Indijansko ozemlje pripravljalo, da leta 1907 postane država, je bila zemlja Indijancem dodeljena posamezno, preostanek pa je bil odprt za naselitev belih priseljencev. 
Bili so prvo od "Pet civiliziranih plemen", ki so bili preseljeni z jugovzhoda ZDA, ker so zvezne in lokalne vlade želele indijanske zemlje za širšo anglo-skupnost. Skupaj s plemeni Creek, Cherokee, Chickasaw in Seminole so Choctawi poskušali obnoviti svoj tradicionalni način življenja in vlado v novi domovini. Choctawi, ki so bili prisilno preseljeni na Indijansko ozemlje (današnja Oklahoma) med letoma 1831 in 1838, so se organizirali kot "Choctaw Nation of Oklahoma". Tisti, ki so podpisali člen 14 Sporazuma na Dancing Rabbit Creeku, so kasneje ustanovili "Mississippi Band of Choctaw Indians".
Leta 1831 so deset tisoči Choctawov prehodili pot dolgo 800 kilometrov v Oklahomo, pri čemer so številni umrli. Preseljevanja so trajala do začetka 20. stoletja. Ferguson trdi v "1903 MISS: Tristo mississippijskih Choctawov je bilo nagovorjenih, da se preselijo v "Narod" (v Oklahomo). Preseljevanja so bila znana kot  'The Trail of Tears'  ali "Pot solz". Do začetka 20. stoletja so Choctawi izgubili večji del suverenosti in plemenskih pravic v pripravi Indijanskega ozemlja, ki je leta 1907 postalo država Oklahoma.

### Civilna vojna

#### Vzroki
Ljudstvo Choctaw, ki je v začetku 18. stoletja prebivalo v Mississippiju, Louisiani in Alabami, je bilo ogroženo s strani številnih regionalnih tekmecev. Choctaw so se občasno vojskovali s plemenom Chickasaw na severu, medtem ko so Muscogee (Creek) pogosto vpadali na zahodna ozemlja Choctaw, pri čemer sta obe plemeni zasužnjili na tisoče Choctawov, da bi jih prodali belim kolonistom v Karolinah in Zahodni Indiji. Ta rivalska plemena so od kolonistov kupovala strelno orožje (v zameno za vojne ujetnike), kar jim je omogočilo pridobitev vojaške prednosti nad Choctawi.
Soočeni s temi grožnjami, so se Choctaw sami začeli militarizirati in z denarjem, pridobljenim iz rastoče trgovine s krznom, začeli kupovati strelno orožje od francoskih kolonistov, ki so se naselili v Louisiani. Choctaw so se tudi organizirali v grobe politične enote, opisane kot "divizije". Dve diviziji sta sčasoma prevladali v politiki Choctaw, Vzhodna divizija (Okla Tannap ali Ljudje nasprotne strani) in Zahodna divizija (Okla Falaya, Dolgi ljudje). Obstajala je tudi tretja, manjša divizija (Okla Hannali, Ljudje šestih mest), znana kot Južna divizija, vendar so se njeni člani pogosto izolirali od zadev drugih dveh divizij in ostali nevtralni v sporu Choctaw glede zavezništev.
Prijateljski odnosi med Choctawi in francoskimi kolonisti v Louisiani so se nadaljevali v 1730-ih; Choctaw so Francoze videli kot dragocenega gospodarskega partnerja (trgovanje s krznom za orožje, ponujanje vodnikov za najem in kot trg za zasužnjene ujetnike), medtem ko so Francozi svoje zavezništvo s Choctawi videli kot ključno za obrambo Louisiane pred morebitnimi napadi Britancev in njihovih zaveznikov Chickasaw.
Britanski kolonisti so poskušali vzpostaviti trgovinske odnose z Vzhodno divizijo leta 1731, vendar je ta poskus propadel, ko je kasneje istega leta izbruhnila nova vojna med Choctawi in Chickasawi. Kljub temu neuspehu so bili Francozi previdni glede kakršnega koli posega britanskih trgovcev, saj so se bali, da Britanci poskušajo spodkopati francosko zavezništvo s Choctawi. Zato so Francozi močno okrepili svoje vojaške vezi s Choctawi, zgradili Fort Tombecbe na ozemlju Choctaw in izvedbo skupne Choctaw-francoske odprave za uničenje vasi Chickasaw ob reki Tombigbee leta 1736.
Do poznih 1730-ih se je vojaška situacija Choctaw stabilizirala (boj proti preostalim Chickasawom se je nadaljeval v 1760-ih), in trgovina s krznom je še naprej povečevala bogastvo ljudstva Choctaw. Različna plemena so ostala v prijateljskih odnosih s Francozi, medtem ko je bila prisotnost britanskih kolonistov na ozemlju Choctaw tolerirana. Do leta 1740 so Choctaw šteli okoli 12.000 ljudi, ki so živeli v približno 50 vaseh.

#### Potek vojne
Med vojnami s Chickasawi se je proslavil bojevnik Choctaw, znan kot "Red Shoes" (ali Rdeči čevlji). Čeprav se ni rodil v eno od dednih poglavarstev, ki so sestavljala narod Choctaw, se je Red Shoes uspel povzpeti na položaj vojnega poveljnika zaradi svoje v vojni pridobljene slave. Sčasoma je postal poglavar mesta Couechitto, ki je kmalu obogatelo zaradi vpletenosti v trgovino s krznom. Vendar pa se je po več letih neuspešne trgovine s Francozi Red Shoes odločil za trgovinska pogajanja z britanskimi kolonisti. Trgovanje Red Shoesa z Britanci je grozilo, da bo poškodovalo odnose plemena s Francozi, in ko je bilo to odkrito, so poglavarja široko grajali drugi voditelji Choctaw. Vendar pa je Red Shoes nadaljeval trgovanje z Britanci, celo tako daleč, da je vodil delegacijo v Charleston, Južna Karolina. Red Shoes je ugotovil, da so Britanci pripravljeni prodajati orožje in drugo blago Choctawom po nižjih cenah kot Francozi in kmalu je poglavar (ki je bil povezan z zahodno divizijo) vzpostavil trdne trgovinske odnose z Britanci, kar mu je omogočilo dostop do večjega bogastva, orožja in politične moči. Čeprav se je boril skupaj s Francozi proti Chickasawom, ga je opazovanje francoske odprave Tombigbee (ki je utrpela velike žrtve) prepričalo, da je kolonija Louisiana vojaško šibka. Razmišljal je tudi o zavezništvu svojega velikega plemena z britanskimi kolonisti v Karolinah. Poleg tega si je Red Shoes prizadeval za mirovna pogajanja s Chickasawi, idejo, ki so ji mnogi voditelji Choctaw in Francozi močno nasprotovali.
Sprememba politike Red Shoesa in naraščajoča politična moč sta povzročili politični razkol znotraj Choctaw in do poznih 1730-ih so se napetosti med vzhodno in zahodno divizijo povečevale. Manjši spopadi med vasmi Choctaw so se začeli novembra 1739 in čeprav so bili hitro ustavljeni z medplemensko mediacijo, so pokazali naraščajoče delitve v družbi Choctaw. Leto 1742 je bilo krvavo leto v vojni proti Chickasawam in izbruh črnih koz poleti istega leta je ubil veliko otrok in starejših Choctawov. Polja so ostala neobdelana – veliko ljudi je bilo rekrutiranih za vojne skupine – kar je povzročilo pomanjkanje hrane, gibanje bojevnikov Choctaw po ozemlju plemena pa je pomagalo širiti bolezen. Leta 1743 je novoimenovani guverner Louisiane Pierre de Rigaud (ki si je prizadeval zmanjšati stroške kolonije), zmanjšal letna darila, ki so jih prejemali voditelji Choctawov in uvedel nove trgovinske omejitve za francoske industrijske izdelke. Te spremembe so škodovale dolgoletnim trgovinskim odnosom med Choctawi in Francozi ter še bolj prepričale Zahodno divizijo, da bi bili Britanci boljši trgovinski partnerji.
Leta 1746 so trojico francoskih trgovcev v Couechittu ujeli in usmrtili (morda v maščevanje za posilstvo ženske Choctaw) bojevniki, zvesti poglavarju Red shoes. Kmalu zatem je Zahodna divizija izgnala vse trgovce s svojega ozemlja. Ta razvoj dogodkov je močno razjezil Vzhodno divizijo in njihove francoske zaveznike in voditelji obeh skupin so se kmalu srečali, da bi razpravljali o vojaški akciji proti Zahodni diviziji. Francozi so poslali tudi odposlance v Zahodno divizijo, vendar so jim profrancoski poglavarji povedali, da nimajo moči uničiti poglavarja Red shoes in njegovih probritanskih podpornikov.
Ker je bila vojna neizbežna, so Francozi načrtovali atentat na Red shoes, ponujajoč veliko nagrado zanj. V noči na 23. junij 1747 je mladi bojevnik Choctaw, ki je deloval kot spremljevalec britanskega trgovca, umoril Roglavarja Red shoes v spanju, kar je pognalo pleme Red shoes v kaos. Njegova frakcija pa se ni razpustila in ko je bila kasneje odkrita francoska vpletenost v atentat, so mnoga plemena, povezana z Zahodno divizijo, zahtevala maščevanje. Situacijo so še bolj razvnele Francozi, ki so zahtevali smrt dveh dodatnih poglavarjev Zahodne divizije kot povračilo za tri ubite Francoze. Vzhodna in zahodna divizija se nista takoj napadli, namesto tega sta se odločili napasti svoje zaveznike, toda ko je bil zahodno usmerjen poglavar ubit v vzhodnem napadu na britansko trgovsko karavano, je izbruhnila odprta vojna. Prva večja akcija vojne je prišla julija 1748, ko je Vzhodna divizija sprožila napad na Couechitto, nekdanjo vas poglavarja Red shoes.
Sama vojna je bila krvava in kaotična, obe strani sta napadali vasi in mesta druga druge. Napadi so bili pogosti, in zaradi razpršene narave naselij Choctawov so bile cele vasi pogosto poklane, preden je njihova divizija lahko prišla na pomoč. Na stotine Choctawov je bilo ubitih. Obe strani sta bili oboroženi s strani svojih evropskih zaveznikov, pri čemer so Britanci podpirali Zahodno divizijo, Francozi pa Vzhodno divizijo. Z uporabo Fort Tombecbeja kot baze so Francozi poslali kolonialne čete, da bi pomagale svojim vzhodnim zaveznikom v bitki, ponujajoč trikratno predvojno ceno za sovražne skalpe. Vzhodna divizija je imela številčno prednost pred Zahodno divizijo, kar je omogočilo nekdanji frakciji, da je izčrpala svojega nasprotnika z brutalno vojno izčrpavanja. Zahodna divizija se je, izkoriščajoč svojo predvojno diplomacijo, povezala s plemenoma Chakchiuma in Chickasaw. Z britansko podporo je Zahodna divizija sprožila neuspešen napad na ključno vzhodno usmerjeno mesto Oulitacha, ki je stalo življenja več kot 100 bojevnikov z obeh strani. Zahodna divizija je dosegla nekaj manjših zmag, vendar je do leta 1750 vrsta uničujočih napadov izčrpala sposobnost Zahodne divizije za vojskovanje, prekinitev trgovine s krznom zaradi konflikta pa je povzročila propad gospodarstev obeh frakcij. Zahodni diviziji je kritično primanjkovalo tudi zalog, saj je konec vojna kralja Jurija (1744–1748) zmanjšal britansko potrebo po spodkopavanju francoske Louisiane; po anekdoti, ki jo je podal britanski trgovec, je Zahodni diviziji tako primanjkovalo streliva, da so se zatekli k streljanju steklenih kroglic.
Soočena s porazom, je Zahodna divizija novembra 1750 podpisala mirovno pogodbo. Preživeli voditelji Choctawov so sklenili pogodbo, ugodno za Vzhodno divizijo in Francoze. Po pogojih omenjene pogodbe so Choctawi obljubili, da bodo maščevali smrt vsakega Francoza s smrtjo uporniškega Choctawa, ubili vse preostale britanske trgovce in njihove podpornike Choctawov na ozemljih Choctawov ter nadaljevali vojno proti Chickasawom. Zahodna divizija je bila prisiljena tudi uničiti utrjene naselbine na svojem ozemlju in izmenjati ujetnike.

#### Posledice
V vojni je umrlo na stotine Choctawov. Na desetine vasi je bilo uničenih, veliko več pa jih je bilo poškodovanih ali izpraznjenih. Ko se je Vzhodna divizija uveljavila kot prevladujoča sila med ljudstvom Choctawov, je frakcija prekinila trgovanje z Britanijo in se vrnila k predvojni trgovini s Francozi. Vendar pa je vojna povzročila tudi, da so Choctawi ponovno ocenili svoje odnose z evropskimi silami; v povojnih letih so Choctawi sprejeli prožen, pragmatičen odnos do Britanije, Francije in Španije, kar je sčasoma privedlo do tega, da so Choctawi podprli Britanijo v sedemletni vojni in tako Britanijo kot Španijo med ameriško revolucijo.

## Etnografija
Kulturno območje Choctawov pripada Jugovzhodu, z glavno ceremonijo, znano kot busk ali Green Corn Dance. To je ples mladega zelenega koruze, ki so ga Indijanci pripravljali sredi poletja. Poleg omenjene deformacije lobanje pri majhnih moških otrocih je obstajal tudi običaj zbiranja kosti, ki se pripravi nekaj dni po smrti pokojnika, kar so opravljali profesionalni zbiralci, znani kot  'bonepickers'  ali bone gatherers. Zbiralci so lahko bili moški in ženske in so imeli dolge nohte na prstih in so bili na poseben način tetovirani. S svojimi dolgimi nohti bonepicker očisti gnilo meso od kosti. Lobanja se je obarvala škrlatno. Meso bo ostalo na postavljeni platformi in se bo zažgalo in odneslo in zakopalo, kosti pa se bodo prenesle v 'kolibo kosti', postavljeno na nosilcih in obdano s palisadami.
- Glej Burial Customs unique to Choctaws before 1800's Arhivirano 5. travnja 2008. na Wayback Machine.

Struktura društva
Organizacija Choctawov je bila po bratstvih ali fratriah in klanih. Vsaka fratrija in po štiri klane, od katerih je vsaka obsegala, so bili eksogamni in matrilinearni, oziroma ženitev znotraj istih klanov ni bila dovoljena, dedovanje pa je potekalo po materini liniji. Dedovanje in položaj poglavarja sta dedna znotraj rodu. Sorodni Indijanci Chickasaw so organizirani na enak način, po imenovanih fratriah, vendar so imena klanov pri njih drugačna. Dve Choctaw fratriji v Morganovem času sta bili:
- I. fratrija Ku-shap' Ok-la. Divided People ali zardeljeni narod z klani:

l. Kush-ik-sä (Reed; Trstika). 2. Law-ok-lä. 3. Lu-lak Ik'-sä. 4. Lin-ok-lǔ'-shä.
- II. fratrija Wa-tăk-i Hǔ-lä'-tä (Beloved People; ali Ljubljeni narod), s klani:

1. Chu-fan-ik'-sä (Beloved People; Ljubljeni narod). 2. Is-kǔ-la-ni (Small People; Mali ljudje). 3. Chi'-to (Large People; Veliki ljudje). 4. Shak-chuk'-la (Cray Fish; Rak).

## Choctawi danes
Znani so po več stvareh. V 19. stoletju so bili znani kot eno od petih civiliziranih plemen (Five Civilized Tribes), ker so sprejeli številne kulturne in tehnološke dosežke evropskih priseljencev.
Zapomnili so si jih tudi po velikodušnosti, ko so dali humanitarno pomoč za veliko krompirjevo lakoto na Irskem 1845. – 1849., dvajset let preden je bil ustanovljen Rdeči križ. Prav tako so se z nekaterimi drugimi plemeni (Komanči) proslavili tudi v svetovnih vojnah, zaradi svoje vloge v enotah za zvezo. Njihov jezik je namreč govorilo zelo malo ljudi, tako da ni bilo treba razvijati zapletenega kodnega sistema, bil pa je zelo težko razumljiv in nerazločen poslušalcem, tako da so sovražni dekoderji ostajali nemočni pri poskusu prevajanja njihovih sporočil.
Danes so organizirani v dve glavni ločeni skupini, to je pleme v Mississippiju (Mississippi Band of Choctaw Indians) in druga skupina, pleme v Oklahomi (Choctaw Nation of Oklahoma). Ostale skupine so v Louisiani: Jena Band of Choctaws, Clifton Choctaw Tribe in Choctaw-Apache Community of Ebarb in v Alabami je pleme Mowa Band of Choctaw Indians.
Zgodnja populacija (1700) je znašala okoli 19.000, vendar z asimilacijo okoliških sosednjih plemen, kot tudi velikega števila črncev in belcev, Choctawi leta 2000 štejejo okoli 59.000 duš, od tega okoli 40.000 v Oklahomi. Ostali so naseljeni po rezervatih drugih držav in sicer 6.000 v Alabami, 4.000 v Louisiani in 9.000 v Mississippiju.

## Znani vodje Choctawov
- Tuscaloosa ("Temni bojevnik") se je maščeval Hernandu de Sotu v bitki pri Mabili.

- Pushmataha (Apushmataha) poglavar od 1764. do 1824. Pogajalec pri sporazumih z ZDA in se je boril na ameriški strani v vojni 1812. Pokopan na Kongresnem pokopališču v Washingtonu.

- Greenwood LeFlore, prvi glavni poglavar naroda Choctaw.

- George W. Harkins, poglavar v času preselitve, avtor "Pozdravnega pisma ameriškemu narodu".

- Mosholatubbee, še eden od poglavarjev v času preselitve.

- Hat-choo-tuck-nee ("Grizljiva želva") (Peter Perkins Pitchlynn) je bil vpliven vodja v času preselitve in kasneje.

- Tulli, eden največjih igralcev stickballa.

- Joseph Oklahombi, šifrant iz prve svetovne vojne in vojni heroj.[13]

- Muriel Wright, zgodovinar in pisatelj.

- Phillip Martin (glej Arhivirano 11. novembra 2007. na Wayback Machine.), poglavar mississippijske bande Choctaw od 1979. do 2007. Spodbujal je zunanje naložbe in zmanjšal brezposelnost na skoraj 0 % v rezervatu.